# Ernest August II de Saxònia-Weimar-Eisenach
Ernest August II de Saxònia-Weimar-Eisenach (en alemany Ernst August II von Sachsen-Weimar-Eisenach) va néixer a Weimar el 2 de juny de 1737 i va morir a la mateixa ciutat el 28 de maig de 1758. Era fill d'Ernest August I de Saxònia-Weimar
(1688-1748) i de Sofia Carlota de Brandenburg-Bayreuth (1713-1747). En morir el seu pare quan ell tenia només onze anys la regència del ducat va ser exercida pel duc Francesc de Saxònia-Coburg Saafeld (1697-1764).

## Matrimoni i fills
El 1756 es va casar amb Anna Amàlia de Brunsvic-Wolfenbüttel (1739-1807), filla de Carles I (1713-1780) i de la princesa de Prússia Felipa Carlota de Hohenzollern (1716-1801). El matrimoni va tenir dos fills: 
- Carles August (1757-1828), duc de Saxònia-Weimar-Eisenach, casat amb Lluïsa de Hessen-Darmstadt (1757-1830).
- Frederic (1758-1793)